# Марчешти (Бакау)
Марчешти (рум. Mărcești) насеље је у Румунији у округу Бакау у општини Кајуци. Oпштина се налази на надморској висини од 315 m.

## Становништво
Према подацима из 2002. године у насељу је живело 143 становника, од којих су сви румунске националности.